# 探險者灣
探險者灣（英語：Explorers Cove），是南極洲的海灣，位於維多利亞地，是新港的西北端，在1976年由美國南極名稱諮詢委員命名，現時由南極條約體系管理。